# Organistówka w Grodzisku Wielkopolskim
Organistówka – budynek w Grodzisku Wielkopolskim z 1685, pełniący funkcję organistówki; budowla murowana, otynkowana, prostokątna, piętrowa. W piwnicach sklepienia kolebkowe. Na parterze i piętrze strop o profilowanych belkach. Szczyty elewacji bocznych późnorenesansowe.
W 1741 był to dom szkolny posiadający 3 izby ogrzewane i komorę. Szkołą zarządzał Szymon Tymowicz, ucząc ok. 80 dzieci.